# التینیایلا، بوردور
التینیایلا، بوردور (به لاتین: Altınyayla, Burdur) یک منطقهٔ مسکونی در ترکیه است که در استان بوردور واقع شده‌است.